# (4196) Shuya
(4196) Shuya es un asteroide perteneciente al cinturón exterior de asteroides descubierto el 16 de septiembre de 1982 por Liudmila Ivánovna Chernyj desde el Observatorio Astrofísico de Crimea, en Naúchni.

## Designación y nombre
Shuya fue designado al principio como 1982 SA13.
Más tarde, en 1991, se nombró por la localidad rusa de Shuya, lugar de nacimiento de la descubridora.

## Características orbitales
Shuya está situado a una distancia media del Sol de 3,898 ua, pudiendo acercarse hasta 3,724 ua y alejarse hasta 4,071 ua. Su inclinación orbital es 1,502 grados y la excentricidad 0,04448. Emplea 2811 días en completar una órbita alrededor del Sol.
Shuya forma parte del grupo asteroidal de Hilda.

## Características físicas
La magnitud absoluta de Shuya es 10,9 y el periodo de rotación de 20 horas.